# Лауфер, Мириам
Мириам Лауфер (англ. Miriam Laufer, 1918[…], Лодзь, Петроковская губерния — 1980[…], Нью-Йорк, Нью-Йорк) — американская художница. Лауфер наиболее известна своими картинами с изображением женщин, а также картинами в стилях абстрактного экспрессионизма, геометрической абстракции и поп-арта. Кроме того, она была одной из первых участниц феминистского художественного движения, начиная с 1960-х годов. Она также работала каллиграфом, иллюстратором, графическим дизайнером и преподавателем.

## Ранние годы и образование
Мириам Лауфер родилась 15 ноября 1918 года в Лодзи, Польша, в семье Сары Перл Иковиц и Генриха Иковица. Три года спустя её семья переехала в Берлин, Германия, и вскоре после этого её отец бросил семью. Её мать отправила Мириам и её брата в культурно и академически прогрессивный детский дом в Берлине под названием Ахава. Живя в Ахаве, Лауфер стала заниматься дизайном декораций и очень активно работала в их художественной студии. В 1934 году организация «Молодёжная алия» помогла еврейскому детскому дому, в том числе Мириам, эмигрировать в Хайфу, тогда входившую в состав Палестины.
Находясь в Хайфе, Лауфер изучала живопись у Цви Майровича, а также графический дизайн у Германа Штрука. В 1938 году она поступила на стипендию в художественную школу Бецалель в Иерусалиме. Там она изучала графику у Йосефа Будко и живопись у Мордехая Ардона, который учился в Баухаусе. В 1941 году, после окончания Бецалеля, Мириам вышла замуж за Зигмунда Лауфера, художника, с которым она познакомилась во время учёбы в Бецалеле.
Мириам и Зигмунд Лауфер продолжали работать художниками после эмиграции в Нью-Йорк в 1947 году. У пары было две дочери, Сьюзан Би (1952 г.р.) и Эбигейл Лауфер (1956 г.р.).

## Карьера
В середине 1940-х годов Лауфер работала профессиональным дизайнером в Тель-Авиве, Израиль. Используя свой графический опыт, она создавала вывески для британской армии на иврите, польском, арабском, греческом, урду, французском и английском языках. После переезда в Америку Лауфер использовала своё художественное образование для работы в различных областях коммерческого искусства, включая иллюстрацию, графический дизайн и каллиграфию. С 1961 по 1963 год она работала ассистентом у художников Сэмюэля Адлера и Лео Мансо на художественном факультете Нью-Йоркского университета.

## Выставки
В период с 1959 по 2016 год состоялось тринадцать персональных выставок картин, гравюр и рисунков Лауфер. Большинство этих выставок проходило в галерее Феникс в Нью-Йорке, где Лауфер выставлялась на протяжении двадцати лет и где она участвовала во многих групповых выставках, начиная с 1951 года. Выставка 2006 года «Seeing Double» включала картины Лауфер, а также картины её дочери Сьюзан Би и проходила в A.I.R. Gallery в Нью-Йорке. В 2016 году Художественная ассоциация и музей Провинстауна провели персональную ретроспективную выставку «Виды и виньетки, работы Мириам Лауфер». Лауфер часто проводила лето со своей семьёй в Провинстауне, штат Массачусетс, где она регулярно участвовала в выставках.
Работы Лауфер получили признание критиков в The New York Times, Art News, Art in America, Art Digest, The Forward, The Brooklyn Rail и других изданий. Её картины находятся во многих частных коллекциях, в том числе в коллекции Уодсворт Атенеум в Хартфорде, Коннектикут, а также Художественной ассоциации и музее Провинстауна.

## Поздние годы и образование
В конце 1960-х Лауфер стала участвовать в женском движении и была одной из первых сторонниц феминистского художественного движения. В 52 года она поступила в школу Бруклинского колледжа и в 1973 году получила степень бакалавра искусств с отличием. Она умерла от инсульта 6 октября 1980 года в Нью-Йорке.